# Svalbarðsstrandarhreppur
Svalbarðsstrandarhreppur (kiejtése: ˈsvalˌparðsˌstrantar̥ˌr̥ɛhpʏr̥, más néven Svalbarðsströnd) önkormányzat Izland Északkeleti régiójában. Székhelye Svalbarðseyri.
2020 októberében javasolták Svalbarðsstrandarhreppur és Eyjafjarðarsveit összevonását.

## Fordítás
- Ez a szócikk részben vagy egészben  a   Svalbarðsstrandarhreppur című angol Wikipédia-szócikk ezen változatának fordításán alapul.  Az eredeti cikk szerkesztőit annak laptörténete sorolja fel. Ez a jelzés csupán a megfogalmazás eredetét és a szerzői jogokat jelzi, nem szolgál a cikkben szereplő információk forrásmegjelöléseként.